# Шхаршик
Шхаршик (арм. Շղարշիկ) — село в Арагацотнской области Армении.

## География
Село расположено в западной части марза, на расстоянии 46 километров к северо-западу от города Аштарак, административного центра области. Абсолютная высота — 2000 метров над уровнем моря.
Климат
Климат характеризуется как умеренно холодный, влажный (Dfb в классификации климатов Кёппена). Среднегодовая температура воздуха составляет 4,9 °C. Средняя температура самого холодного месяца (января) составляет −8,4 °С, самого жаркого месяца (августа) — 17 °С. Расчётная многолетняя норма атмосферных осадков — 483 мм. Наибольшее количество осадков выпадает в мае (85 мм).

## Население
По данным «Сборника сведений о Кавказе» за 1880 год в селе Ших-хаджи Эчмиадзинского уезда по сведениям 1873 года было 28 дворов и проживало 233 азербайджанца (указаны как «татары»), которые были шиитами.
По данным Кавказского календаря на 1912 год, в селе Ших-Гаджи Эчмиадзинского уезда проживало 337 человек, в основном азербайджанцев, указанных как «татары».
| Год переписи | Население          | Население          | Население          | Население            | Население            | Население            |
| Год переписи | Наличное население | Наличное население | Наличное население | Постоянное население | Постоянное население | Постоянное население |
| Год переписи | Всего              | Мужчины            | Женщины            | Всего                | Мужчины              | Женщины              |
| ------------ | ------------------ | ------------------ | ------------------ | -------------------- | -------------------- | -------------------- |
| 2001         | 515                | 261                | 254                | 536                  | 281                  | 255                  |
| 2011         | 449                | 229                | 220                | 473                  | 253                  | 220                  |